# Muzeul Conacul „Bellu”
Muzeul Conacul „Bellu” este un muzeu județean din Urlați, amplasat în Str. Orzoaia de Sus nr. 2. Conacul Bellu este monument de arhitectură, construit în stil arhitectonic vechi românesc, la jumătatea secolului al XIX-lea. A fost casa familiei baron Alexandru Bellu. În 1926 familia Bellu a donat Academiei Române întreg complexul de clădiri aflat la Urlați. 
În 1953 complexul a intrat în patrimoniul muzeal. Din 1954 a funcționat ca muzeu regional, până când a intrat în componența Complexului Muzeal Prahova. Din 1990 este în componența Muzeului Județean de Istorie și Arheologie Prahova.  
Muzeul adăpostește un patrimoniu mixt de artă plastică și decorativă, etnografie (ceramică, țesături, unelte, covoare românești din secolul al XIX-lea), cărți rare în ediții de lux, picturi din secolul al XIX-lea, faianță, mobilier stil din diverse epoci, artă orientală și extrem-orientală (vase și stampe japoneze, vase de aramă, mobilier), icoane și arme din secolele al XVIII-lea și al XIX-lea. Mobilierul expus a aparținut aproape în totalitate familiei Bellu. Tot din colecția Bellu sunt tablourile: Portret de bărbat de Pavel Dincovici, Țărancă de Eugen Maximovici (1857-1926), Bătrân cerșetor de Theodor Aman, icoane, candelabre, sfeșnice, stampe japoneze și vasele orientale, statuetă de bronz Venus din Milo - copie, un cap de copil din lut, un cap de satir din plumb, o casetă de farmacie, precum și valoroase litografii realizate de Carol Popp de Szathmáry la jumătatea secolului al XIX-lea. Remarcabile sunt unele elemente arhitecturale precum: coloane și capiteluri, chenare de uși și ferestre sculptate în piatră din veacurile al XVII-lea și al XVIII-lea.

## Clădirea
Conacul Bellu este monument de arhitectură (codul PH-II-a-A-16805), construit în stil arhitectonic vechi românesc, la jumătatea secolului al XIX-lea. A fost casa familiei baronului Alexandru Bellu. Celelalte clădiri ale complexului nu au rezistat și rând pe rând au dispărut.

Monument de arhitectură (inventariat sub nr. 2410, în Lista monumentelor de arhitectură din 1956) compus din construcția ce adăpostește astăzi muzeul (parter supraînălțat cu nouă încăperi spațioase – odinioară dependințe – și pivniță), care are numeroase elemente arhitectonice împrumutate de la casa țărănească din zona Cricovului Sărat, foișorul-culă de intrare (construit după modelul turlei-clopotniță a Vărbilei), fundațiile conacului propriu-zis, distrus la cutremurul din 1977 (24 de încăperi dispuse pe două nivele, operă a meșterului zidar Barbu Bezdedeanu de pe la mijlocul sec. al XIX-lea), ruinele acareturilor (magazii, grajduri și atenanse pentru argați, grăjdari, rândași și unde au fost tolerați să-și încheie zilele ultimul vlăstar al familiei Bellu și soția sa, o franțuzoaică modestă) și un parc monumental de cca. 5 ha, în care se afla și o pitorească poartă de lemn lucrată în stil popular (maramureșan). Prin 1927, toate acestea au fost donate de Barbu B. Bellu Academiei Române.

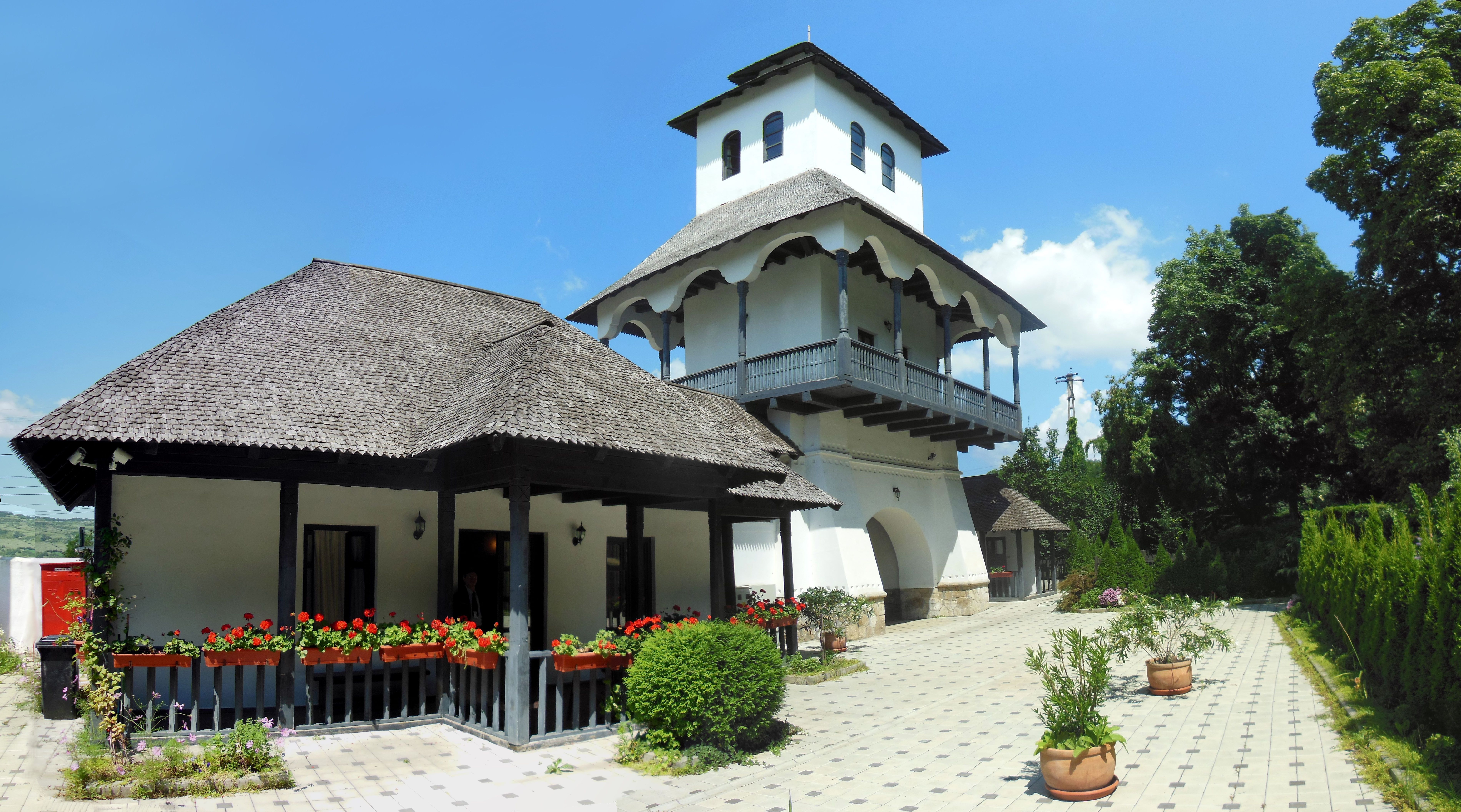